# Hypsodontie

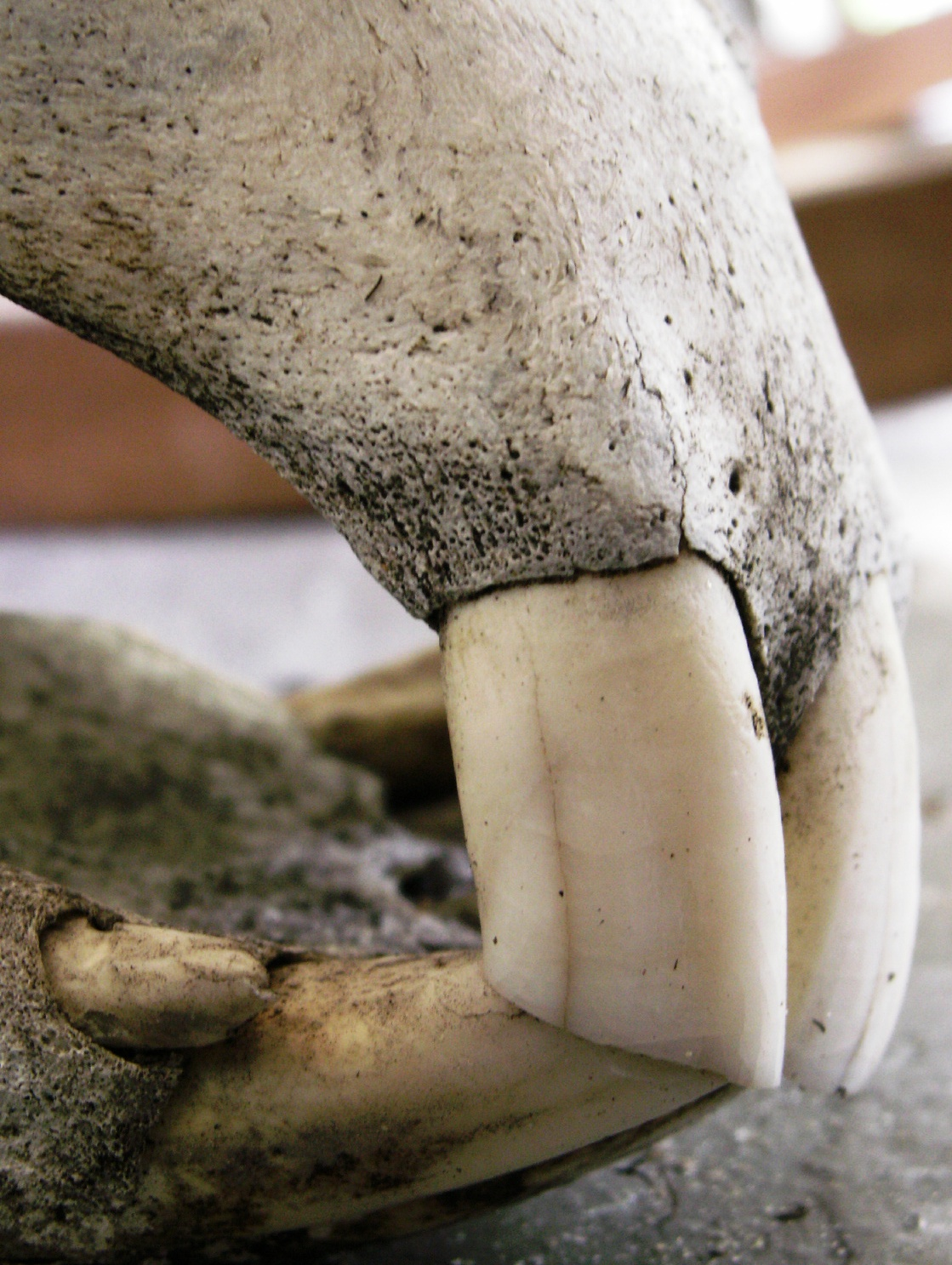
De snijtanden van een paard

Bij zoogdieren is hypsodontie de aanwezigheid van tanden met een hoge kroon, een soms korte tandwortel, glazuur dat verder dan de tandvleeslijn gaat en een langdurige of constante groei van de hypsodonte tanden.
Hypsodontie komt voor bij zoogdieren die een vezel- of mineraalrijk plantaardig dieet volgen, zoals knaagdieren (vooral bevers), paarden en herten.

## Vergelijkbare concepten
Het bijbehorende bijvoeglijk naamwoord is 'hypsodonte'.
De aanwezigheid van tanden met een lage kroon wordt 'brachydontie' genoemd.

## Gebruik
Het type, de mate en het evolutionaire belang van hypsodontie zijn een aantal van de indelingscriteria die worden gebruikt om de fossielen van oude of uitgestorvene zoogdieren te identificeren, vooral bij knaagdieren.